# Palm Jebel Ali
Palm Jebel Ali is een van de palmeilanden dat voor de kust van Dubai wordt aangelegd. De realisatie van het project was in handen van de Belgische baggeraar Jan De Nul met zijn Jan De Nul Group.

## Ontwerk en indeling
Net als Palm Jumeirah heeft ook Palm Jebel Ali de vorm van een palmboom. Volgens de plannen zou het een dusdanige vorm krijgen dat het een gedicht vormt dat wellicht vanuit de ruimte gelezen kan worden. Dit gedicht is geschreven door Mohammed bin Rashid Al Maktoum. Het project, dat 50 procent groter is dan Palm Jumeirah, wordt voorgesteld met zes jachthavens, een waterpretpark, huizen gebouwd op palen boven het water en boulevards die de "bladeren" van de "palm" omcirkelen. Eenmaal voltooid, zal The Palm Jebel Ali naar verwachting meer dan 250.000 mensen moeten huisvesten.
In de oorspronkelijke planning zou tegen 2021 de eerste fase van vier themaparken op het golfbreker-eiland zijn geopend. Deze geplande parken, die samen "World of Discovery" gaan heten, zullen worden ontwikkeld en beheerd door de Busch Entertainment Corporation. De parken omvatten SeaWorld, Aquatica, Busch Gardens en Discovery Cove. 

## Ontwikkeling
De werken aan Palm Jebel Ali werden in oktober 2002 aangevat, maar in de zomer van 2008 voorlopig gestopt. 
De golfbreker werd in december 2006 voltooid en de infrastructuurwerken begonnen in april 2007. 
Bij de eerste tekenen van een vertragende vastgoedmarkt in Dubai daalden de prijzen van woningen die op de Palm Jebel Ali werden verkocht in de twee maanden tot november 2008 met 40%, waarbij de daling werd toegeschreven aan de financiële crisis. Door financiële problemen bij de projectontwikkelaar Nakheel in 2009 is het gehele project stopgezet. In maart 2011 bood Nakheel restituties aan vastoedbeleggers. Op 16 maart 2015 bevestigde de voorzitter van Nakheel, de heer Ali Lootah, dat Nakheel zich blijft inzetten voor het project op lange termijn, maar hij kon niet aangeven wanneer werkzaamheden weer zouden worden opgepakt. In oktober 2018 bevestigde Sanjay Manchanda, CEO van Nakheel, dat er geen onmiddellijke plannen zijn om de ontwikkeling van het project opnieuw te starten.

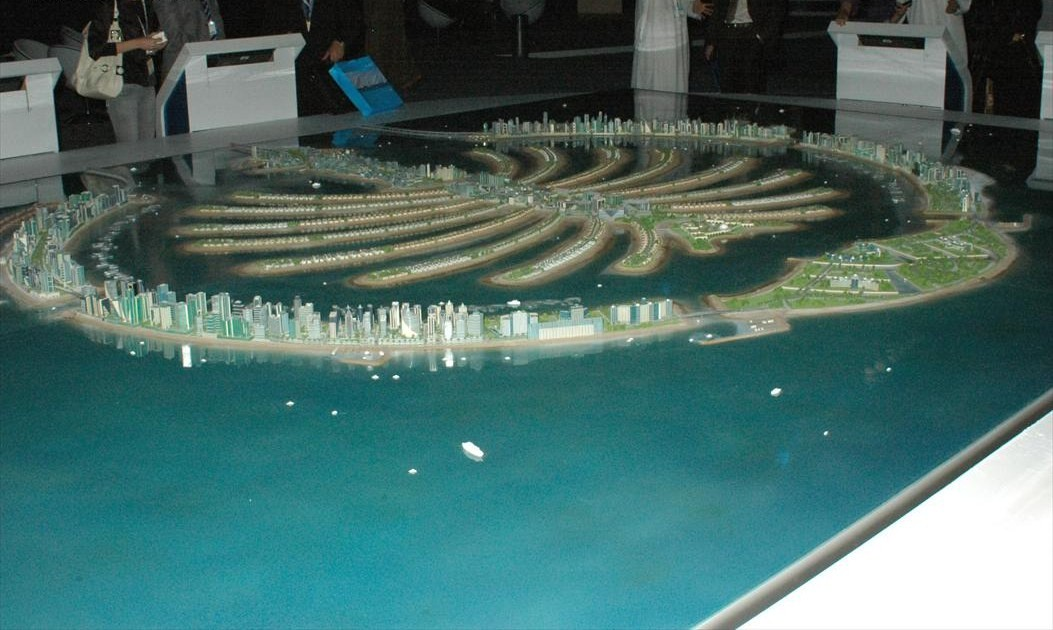
Maquette van Palm Jebel Ali
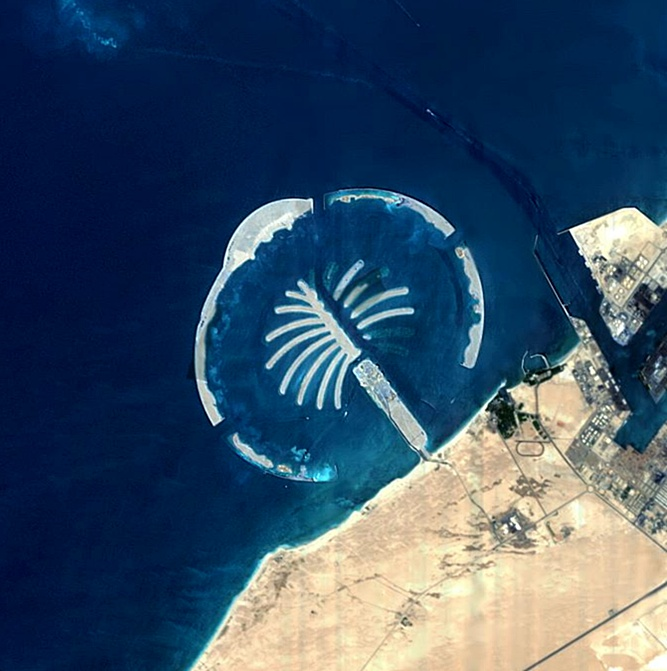
Satellietfoto (2005)
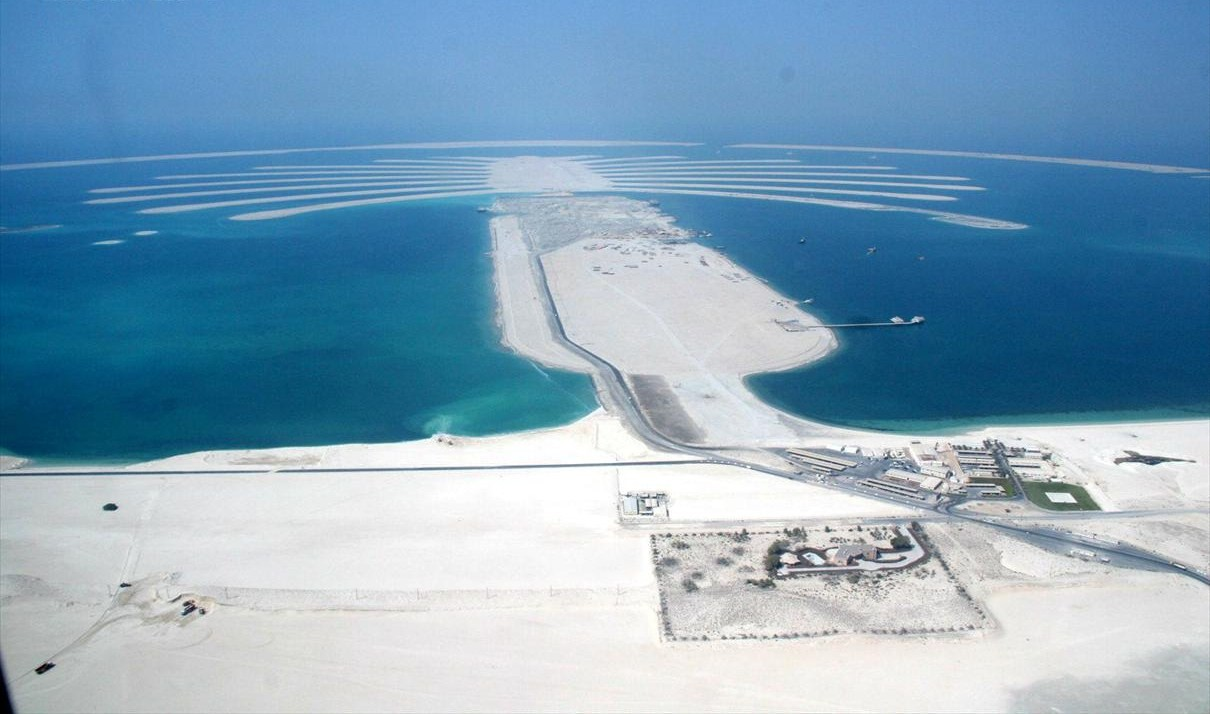
Palm Jebel Ali (2007)